# Brian P. Roman
| 4490 Bambery      | 14 luglio 1988    |
| 4954 Eric         | 23 settembre 1990 |
| (5131) 1990 BG    | 21 gennaio 1990   |
| 5186 Donalu       | 22 settembre 1990 |
| 5588 Jennabelle   | 23 settembre 1990 |
| 5620 Jasonwheeler | 19 luglio 1990    |
| 12272 Geddylee    | 22 settembre 1990 |
| 19155 Lifeson     | 22 settembre 1990 |
| 23469 Neilpeart   | 22 settembre 1990 |
| (24693) 1990 SB2  | 23 settembre 1990 |
| (29180) 1990 SW1  | 22 settembre 1990 |

Brian P. Roman (26 giugno ...) è un astronomo statunitense.
Il Minor Planet Center gli accredita la scoperta di undici asteroidi, effettuate tra il 1988 e il 1990, di cui in parte con Eleanor Francis Helin.
Ha inoltre coscoperto le comete 111P/Helin-Roman-Crockett, 117P/Helin-Roman-Alu e 132P/Helin-Roman-Alu.
Gli è stato dedicato l'asteroide 4575 Broman. Roman ha a sua volta dedicato l'asteroide 1990 OA, da lui coscoperto assieme a Eleanor Francis Helin, al suo figlio più giovane, Jason Wheeler Roman, l'asteroide ora porta il nome di 5620 Jasonwheeler.